# Koszmosz–1614
A Koszmosz–1614 (oroszul: Космос–1614) a szovjet BOR–4 kísérleti űrrepülőgép negyedik, utolsó repülése volt.

## Küldetés
A Molnyija Tudományos Termelési Egyesülés által a Szpiral program keretében készített BOR–4 kísérleti űrrepülőgép, amely az űrrepülőgépekhez fejlesztett hővédő pajzs tesztelésére szolgált. A BOR–4 jellegében a MiG–105 űrrepülőgép kicsinyített modellje volt, bár alakjában kissé eltért attól. A légkörbe való visszatérés során az LII vizsgálta a hővédő pajzs működését. A világűrbe függőlegesen feljuttatva, egy Föld körüli fordulat után siklórepüléssel Szevasztopoltól nyugatra a Fekete-tengerre ereszkedett.

## Jellemzői
1984. december 19-én  a Kapusztyin Jar rakétakísérleti lőtérről egy Koszmosz–3MRB (11К65М–RB) hordozórakétával juttatták alacsony Föld körüli pályára. A pálya 88,4 perces, 50,7°-os hajlásszögű, elliptikus pálya-perigeuma 172 km, apogeuma 222 km volt. Tömege 1000 kg volt.
Áramforrása kémiai akkumulátor. 150 ponton mérték a hőadatokat, amit egy telemetriai egység továbbított a földi állomásra. Fékezőrendszere biztosította a visszatérést.
1984. december 19-én földi parancsra belépett a légkörbe, a siklási manővert követően 7,5 km magasságból ejtőernyővel visszatért a Földre.